# Hugh Dowding
Sir Hugh Dowding (Moffat, Skócia, 1882. április 24. – Royal Tunbridge Wells, 1970. február 15.) brit katonatiszt, repülő főmarsall.
Egy magányos ember, kevés baráttal, aki az összes többi brit parancsnoknál többet tudott a légi hadviselésről.
Olyan vezető volt, aki kiválóan tudta megválasztani a munkatársait; folyamatosan növelte a vadászrepülő-parancsnokság harci morálját, és különösen szerencsésen esett a választása Keith Park repülő almarsallra (1892-1975), a délkeleti védelem első vonalát képező 11. csoport vezetőjeként.